# Obszar Chronionego Krajobrazu Dolina Miazgi pod Andrespolem
Obszar Chronionego Krajobrazu Dolina Miazgi pod Andrespolem – obszar chronionego krajobrazu powołany uchwałą Rady Gminy Andrespol Nr XLIX/466/06 z dnia 8 czerwca 2006 roku. Zajmuje powierzchnię 142,80 ha (akt powołujący podawał 155,55 ha), na którą składa się część A (północno-zachodnia) o powierzchni 40,52 ha oraz część B (południowo-wschodnia) o powierzchnia 102,28 ha.
Obszar znajduje się w województwie łódzkim, powiecie łódzkim wschodnim i leży w całości na terenie gminy Andrespol. Obejmuje grunty należące do 6 sołectw: Andrespol, Bedoń Przykościelny, Bedoń-Wieś, Justynów, Kraszew i Nowy Bedoń.
Obszar obejmuje dolinę rzeki Miazga. Obok koryta tej rzeki i kilku drobnych dopływów znajduje się tu kilka niewielkich zbiorników wodnych. Miazga, będąca dopływem Wolbórki (zlewnia Wisły) stanowi korytarz ekologiczny łączący płaskowyż pod Nowosolną i las wiączyński z mniejszymi kompleksami leśnymi w Bedoniu i Justynowie i dalej z większymi w Wiśniowej Górze (za pośrednictwem dopływu) i lasami gałkowskimi. Teren znajduje się w zasięgu terytorialnym Leśnego Kompleksu Promocyjnego Lasy Spalsko-Rogowskie.
Na obszarze obowiązuje zakaz realizacji przedsięwzięć mogących znacząco oddziaływać na środowisko w rozumieniu art. 51 ustawy z dnia 27 kwietnia 2001 r. (prawo ochrony środowiska) oraz szereg innych zakazów wynikających z przepisów ustawy o ochronie przyrody.